# P.J. Boudousqué
Philip John Boudousqué, dit P.J. Boudousqué, est un acteur américain, né le 23 juin 1988 à La Nouvelle-Orléans.
Après le passage de l’ouragan Katrina, alors qu’il a 17 ans, P.J. Boudousqué quitte La Nouvelle-Orléans pour partir à Los Angeles. Dans cette nouvelle ville, il commence à étudier le théâtre en s’inscrivant à l’Upright Citizens Brigade Theatre (en) qui forme principalement au théâtre d’improvisation. La carrière de P.J. Boudousqué décolle grâce au film Coldwater (2014) de Vincent Grashaw, dans lequel il joue aux côtés de James C. Burns ou encore Chris Petrovski. P.J. Boudousqué y incarne un jeune délinquant placé en camp de redressement par sa famille.

## Biographie
P.J. Boudousqué était destiné à suivre les traces de son père et à devenir avocat. Mais l’adolescent est passionné par le milieu artistique. À son adolescence, il fait partie d’un groupe de musique alternative/punk. Puis, après son déménagement de La Nouvelle-Orléans, il décide de rentrer à l’Upright Citizens Brigade Theatre de Los Angeles. Il y étudie le théâtre et son talent ne passe pas inaperçu auprès de ses professeurs.
C'est alors qu'en 2014, P.J. Boudousqué commence à se forger un nom. En effet, l’acteur décide de passer le casting du film de Vincent Grashaw, Coldwater. Néanmoins, après de nombreux refus aux castings et de faux espoirs, il se rend donc à Venise, où il avait acheté un appartement et s'obligea à se rendre à l'audition ayant lieu au coin de sa rue. Il ne pensait pas réussir à cause du nombre important de page de scénario à apprendre. Cependant, le lendemain de l'audition, le réalisateur de Coldwater le rappelle pour un second casting. Par la suite, P.J. Boudousqué décroche le rôle principal du film et devient Brad Lunders pour plus d'une heure et quarante minutes.
Sa prestation lui a valu la récompense du meilleur acteur au Festival du Film de Las Vegas. Depuis que le jeune acteur s’est fait remarquer, nombreux sont ceux qui l’appellent « le nouveau Ryan Gosling », à cause de leur frappante ressemblance physique. P.J. Boudousqué en est amusé et flatté mais admet qu’il espère se démarquer de Ryan Gosling par la suite.
Au fil du temps, P.J. Boudousqué est arrivé à décrocher quelques rôles dans de très célèbres séries télévisées. Parmi elles, American Horror Story, Bones, ou encore Pretty Little Liars, où il ne fait que de très petites apparitions.

## Filmographie

### Cinéma
- 2013 : Coldwater : Brad Lunders
- 2019 : Brooklyn Secret : Andrei

### Télévision
- 2013 : Pretty Little Liars : Beckett Prye (saison 4, épisode 7 et 8)
- 2013 : Major Crimes : Tyler Allen
- 2013 : Longmire : (saison 2, épisode 5)
- 2013 : American Horror Story : Coven : Jimmy
- 2014 : Bones : Adam Caputo (saison 9, épisode 20)
- 2014 : Ascension : James Toback (saison 1, épisode 1 à 6)